# Francisco Castellón Sanabria
Francisco Antonio Castellón Sanabria (León, 1815 - 1855) fue un abogado y político nicaragüense, que actuó como Supremo Director de Nicaragua en rebelión desde el 11 de junio de 1854, luego de ser designado por el bando democrático en la ciudad de León, hasta el 2 de septiembre de 1855, cuando es reemplazado por enfermedad en la misma ciudad. Además fue ministro plenipotenciario de Nicaragua en la Gran Bretaña y ejerció otros altos cargos públicos.

## Supremo Director
En mayo de 1854, junto con el General Máximo Jerez Tellería, dirigió un movimiento revolucionario de los liberales o democráticos leoneses contra el gobierno conservador del General Fruto Chamorro Pérez y fue proclamado en León como Supremo Director de Nicaragua. 
El 16 de junio emitió un decreto declarando facciosos a los que apoyasen al gobierno de Chamorro, establecido en Granada.

### Contrato con Byron Cole
Pronto estalló la guerra civil (1854-1855) entre ambos bandos, y para tratar de vencer, el gobierno de Castellón decidió contratar en los Estados Unidos a un grupo de mercenarios sureños comprometidos con el Filibusterismo. 
En octubre de 1854 se aprobó un contrato con el ciudadano de los Estados Unidos Byron Cole, en el que se acordó que llegarían a Nicaragua doscientos hombres dirigidos por el Coronel William Walker, que arribó a Nicaragua en junio de 1855. Sus primeras actuaciones militares resultaron un fracaso.
El 8 de septiembre de 1855, cuando todavía no se había decidido el resultado del conflicto, Francisco Castellón murió en la ciudad de León, víctima del cólera morbus, sucediéndole como Supremo Director democrático el Licenciado Nazario Escoto.